# Francesco Repice
Francesco Repice (Cosenza, 4 marzo 1963) è un giornalista italiano.

## Biografia
Nato a Cosenza, si forma al liceo classico statale Giulio Cesare di Roma; qui si appassiona allo sport divenendo tifoso della Roma, oltre che del Cosenza, squadra della sua città natale. Inoltre, ha dichiarato di essere simpatizzante del Frosinone e del Boca Juniors.
Nel 1988 viene notato a seguito di un dibattito in Calabria ed entra nel settore comunicativo della corrente di sinistra della Democrazia Cristiana, vicina a politici come Clemente Mastella e Sergio Mattarella, e collabora con le testate La Discussione e Il Popolo. I suoi maestri di giornalismo sono: Pier Antonio Graziani (direttore del Popolo tra il 1986 e il 1989), Roberto Di Giovampaolo, Pio Cerocchi (direttore tra il 1992 e il 1994) e Francesco Saverio Garofani.
Si è, in una occasione, prestato come paroliere alla popolare trasmissione musicale Zecchino d'Oro. Ha studiato teologia da autodidatta. Grazie alle sue letture ha potuto apprezzare il pensiero e gli insegnamenti di Samuel Ruiz García, il vescovo del Chiapas (Messico). 
Viene assunto dalla Rai nel 1997, iniziando a commentare il calcio nel 2000; entra quindi a far parte in pianta stabile dei radiocronisti della trasmissione sportiva Tutto il calcio minuto per minuto. Saltuariamente ha avuto modo di raccontare anche competizioni di equitazione e pugilato, narrando ad esempio la vittoria dell'oro olimpico di Roberto Cammarelle ai Giochi di Pechino 2008.
Dal 2010 è la voce principale di anticipi e posticipi di Serie A e delle coppe europee; ha inoltre curato importanti eventi, come la conquista da parte dell'Inter della Champions League nel 2010 (in coppia con Riccardo Cucchi), l'ultima partita di Alessandro Del Piero con la maglia della Juventus e la conquista del 30º titolo da parte del Real Madrid, in diretta dallo stadio Santiago Bernabéu il 17 giugno 2007.
Durante il campionato d'Europa 2000 è stato aggregato per la prima volta alla spedizione giornalistica che segue la nazionale italiana durante i suoi tornei, partecipando a quattro mondiali e altrettanti europei. Ha però dovuto aspettare il 2007 per apparire come seconda voce della radiocronaca delle partite azzurre, esordendo accanto al sopracitato Cucchi nell'amichevole Italia-Scozia disputata allo stadio San Nicola di Bari; in questa veste ha seguito la squadra fino al 31 maggio 2014, quando subentra definitivamente al collega come voce ufficiale della nazionale a partire dall'amichevole Italia-Irlanda.

## Premi
- Premio Faro: 2023[10]